# Dipsadinae
Die Dipsadinae sind eine in Nord-, Mittel- und Südamerika vorkommende Unterfamilie kleiner Schlangen aus der Familie der Nattern (Colubridae).

## Merkmale
Die zu den Dipsadinae gehörenden Arten sind klein bis mittelgroß und werden 40 bis 120 cm lang. Der Körper ist seitlich meist etwas abgeflacht, so dass die Tiere höher als breit sind. Der große, abgeflachte Kopf sitzt bei vielen Arten keulenartig auf einem sehr schlanken Hals. Die Augen sind groß, stehen hervor und haben elliptische Pupillen. Die beiden Flügelbeine sind extrem kurz und stehen parallel. Die Mentalgrube, eine Grube unterhalb des Kopfes, die zentral zwischen den Kinnschilden und den Gularia liegt, fehlt. Die direkt über der Wirbelsäule liegenden Rückenschuppen sind oft vergrößert, was mit einer geringeren Zahl von Schuppenreihen korreliert. Im Unterschied zu anderen Schlangen ist bei den Dipsadinae nicht die linke, sondern die rechte Lunge reduziert. Dazu kommt bei einigen Gattungen eine Tracheallunge.
Viele Arten der Dipsadinae (Tribus Dipsadini) ernähren sich, ähnlich wie die Schlangen der asiatischen Familie Pareatidae, die früher zu den Dipsadinae gezählt wurden, von Schnecken und werden im deutschen als Schneckennattern bezeichnet. Der Kiefer der Schneckennattern ist darauf spezialisiert die Weichtiere aus ihrem Gehäuse herauszuholen. Dazu führen sie ihren Unterkiefer in das Gehäuse ein und ergreifen mit ihren vorne verlängerten Zähnen mit einer Drehung die Weichteile der Beute und ziehen sie anschließend aus dem Gehäuse. Die Kieferzähne stehen auf den vier zahntragenden, paarigen Kieferknochen in parallelen Reihen und werden von vorne nach hinten immer kleiner. Im Vergleich zu anderen Schlangen hat der Kiefer der Schneckennattern eine geringere Beweglichkeit.

## Systematik
Die Dipsadinae gehören als Unterfamilie zur großen Familie der Nattern (Colubridae). Ihre Schwestergruppe und nächste Verwandte sind die Pseudoxenodontinae. Beide zusammen bilden die Schwestergruppe der Wassernattern (Natricinae). Die ursprünglich der Unterfamilie zugeordneten asiatischen Gattungen bilden heute die Familie Pareidae und stehen dadurch außerhalb der Nattern. Nach Pyron et al. ergibt sich folgende äußere Systematik:
|  | Natricinae                                                        |
|  |                                                                   |
|  | \| \| Pseudoxenodontinae \| \| \| \| \| \| Dipsadinae \| \| \| \| |
|  |                                                                   |
|  | Pseudoxenodontinae                                                |
|  |                                                                   |
|  | Dipsadinae                                                        |
|  |                                                                   |

|  | Pseudoxenodontinae |
|  |                    |
|  | Dipsadinae         |
|  |                    |

|                         | Scaphiodontophiinae                                                            |
|                         |                                                                                |
|                         | Calamariinae                                                                   |
|                         |                                                                                |
|                         | \| \| Grayiinae \| \| \| \| \| \| Eigentliche Nattern (Colubrinae) \| \| \| \| |
| Vorlage:Klade/Wartung/3 |                                                                                |
|                         | Grayiinae                                                                      |
|                         |                                                                                |
|                         | Eigentliche Nattern (Colubrinae)                                               |
|                         |                                                                                |

|  | Grayiinae                        |
|  |                                  |
|  | Eigentliche Nattern (Colubrinae) |
|  |                                  |

|  | Natricinae                                                        |
|  |                                                                   |
|  | \| \| Pseudoxenodontinae \| \| \| \| \| \| Dipsadinae \| \| \| \| |
|  |                                                                   |
|  | Pseudoxenodontinae                                                |
|  |                                                                   |
|  | Dipsadinae                                                        |
|  |                                                                   |

|  | Pseudoxenodontinae |
|  |                    |
|  | Dipsadinae         |
|  |                    |

|                         | Scaphiodontophiinae                                                            |
|                         |                                                                                |
|                         | Calamariinae                                                                   |
|                         |                                                                                |
|                         | \| \| Grayiinae \| \| \| \| \| \| Eigentliche Nattern (Colubrinae) \| \| \| \| |
| Vorlage:Klade/Wartung/3 |                                                                                |
|                         | Grayiinae                                                                      |
|                         |                                                                                |
|                         | Eigentliche Nattern (Colubrinae)                                               |
|                         |                                                                                |

|  | Grayiinae                        |
|  |                                  |
|  | Eigentliche Nattern (Colubrinae) |
|  |                                  |

## Gattungen
- Alsophis Fitzinger, 1843

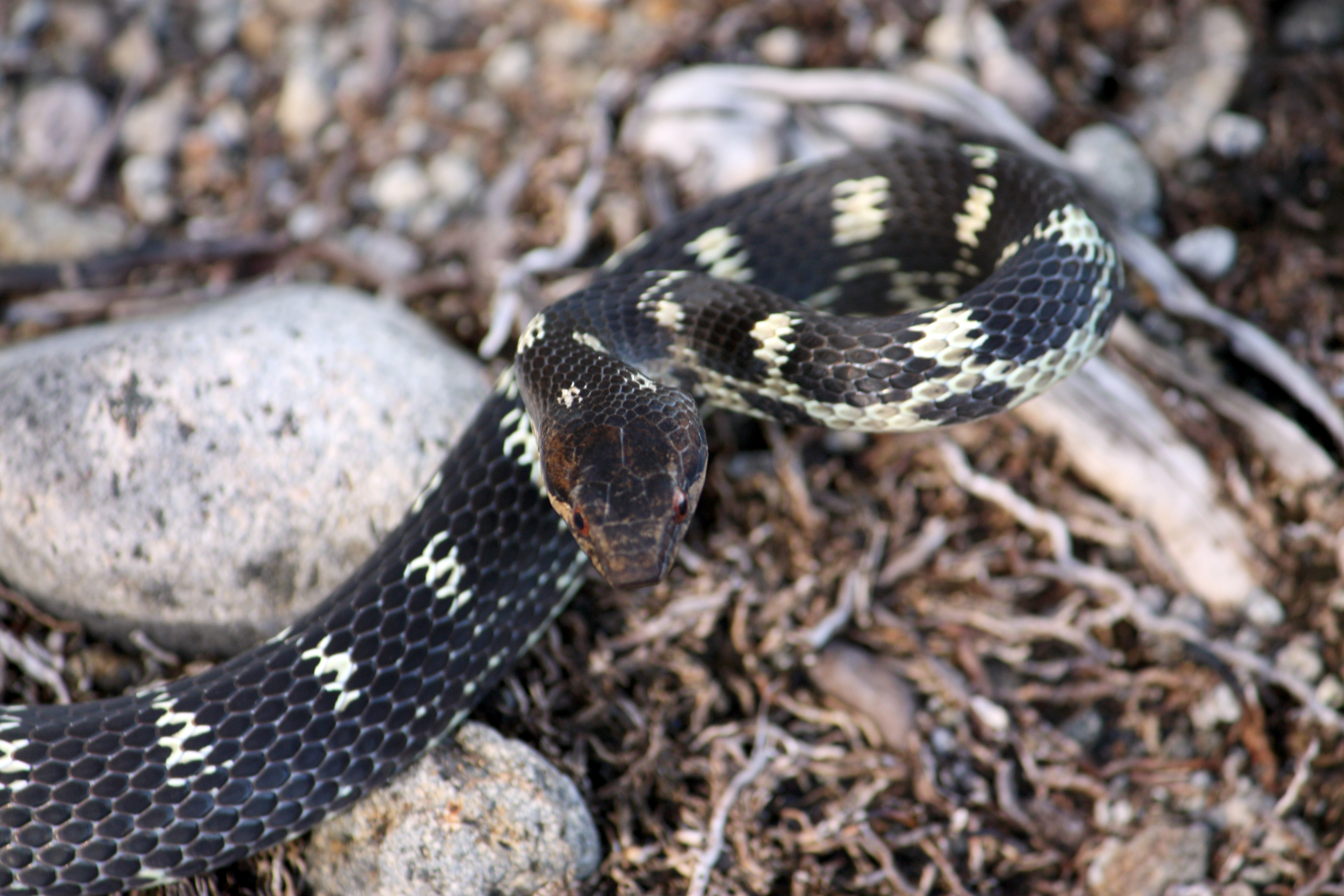
Alsophis antillensis

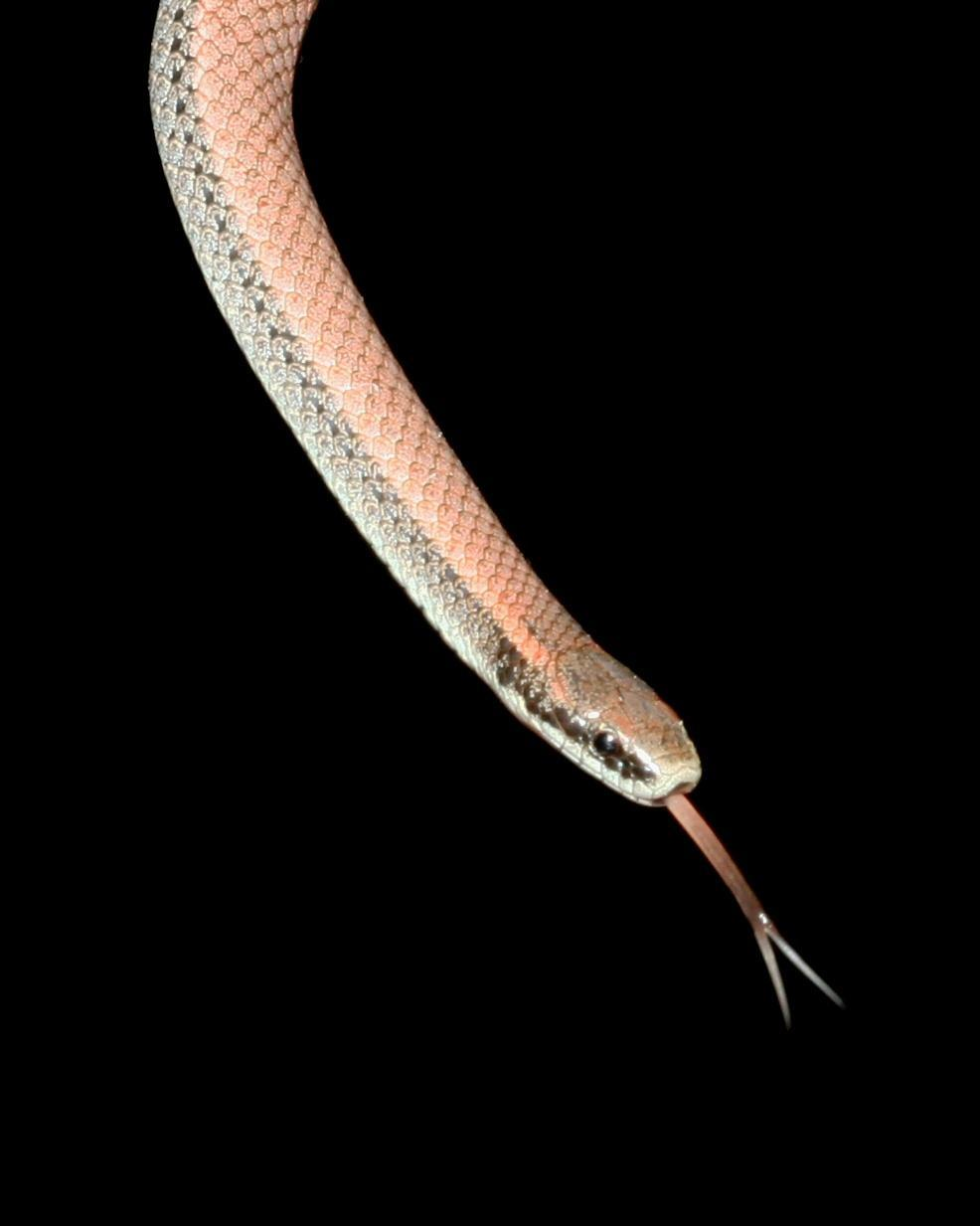
Contia tenuis

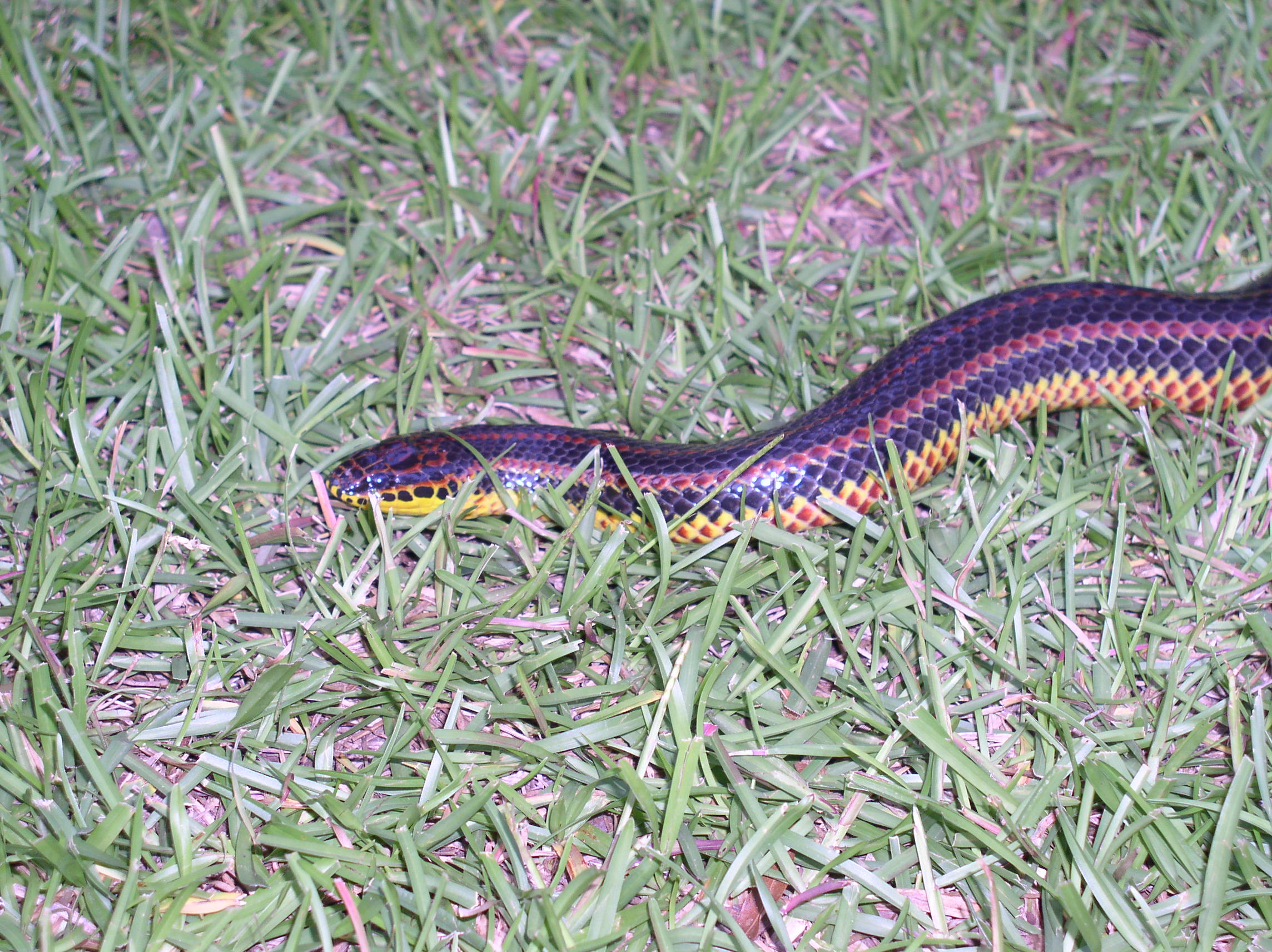
Farancia erytrogramma

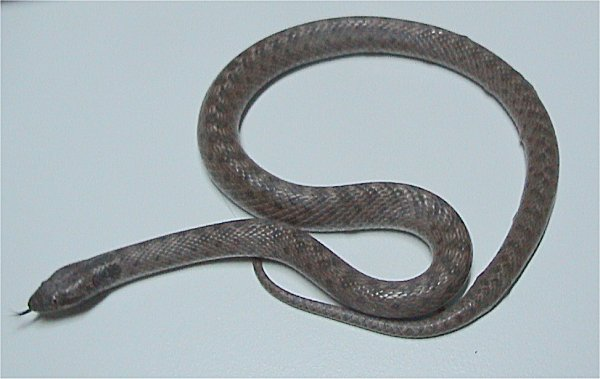
Hypsiglena torquata jani

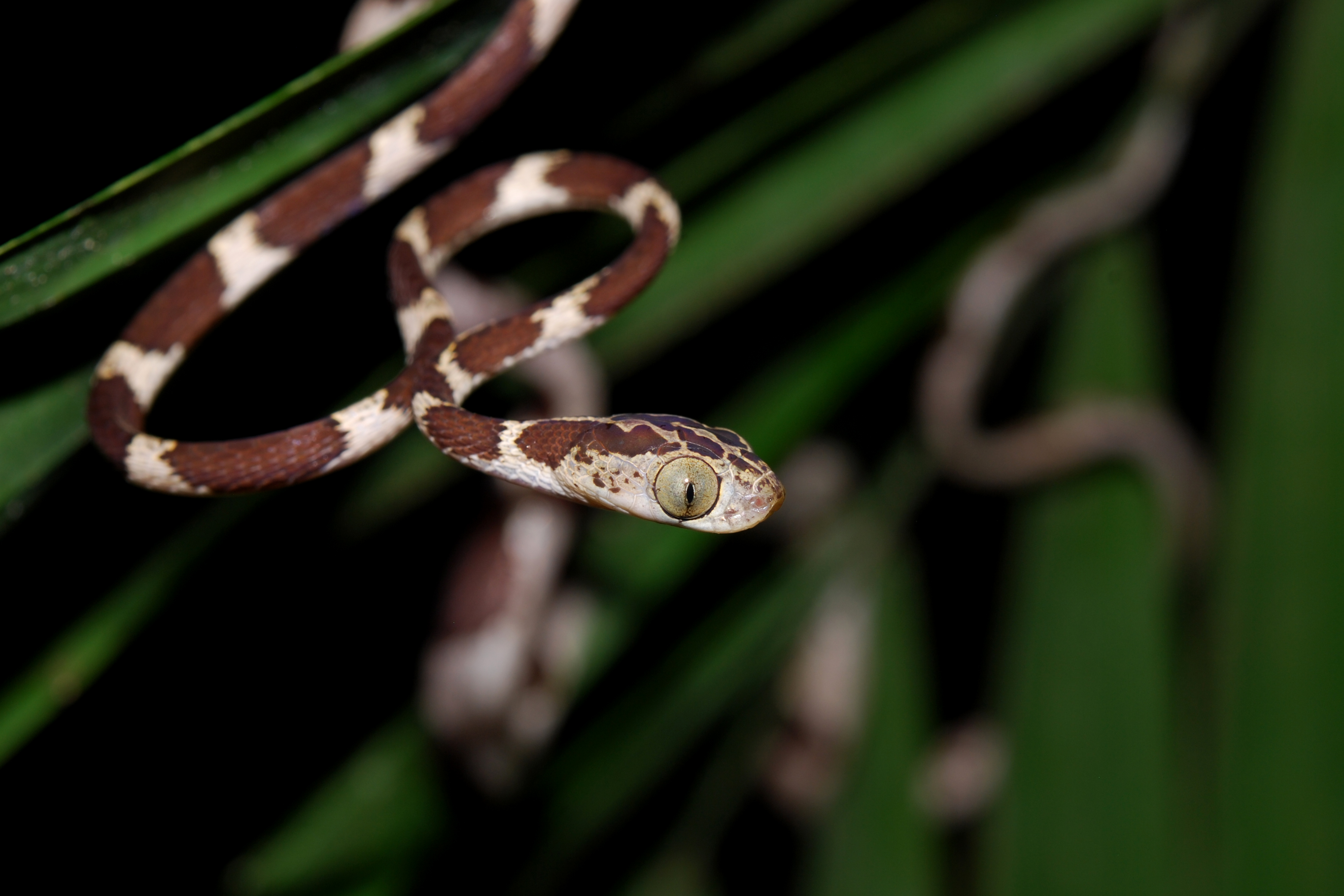
Imantodes cenchoa

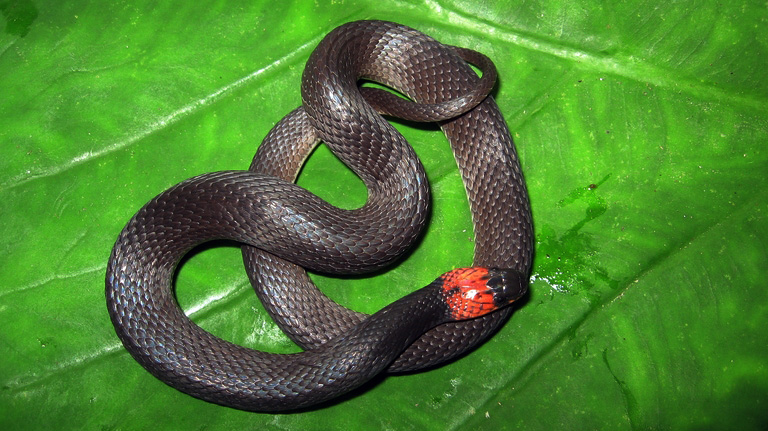
Ninia atrata

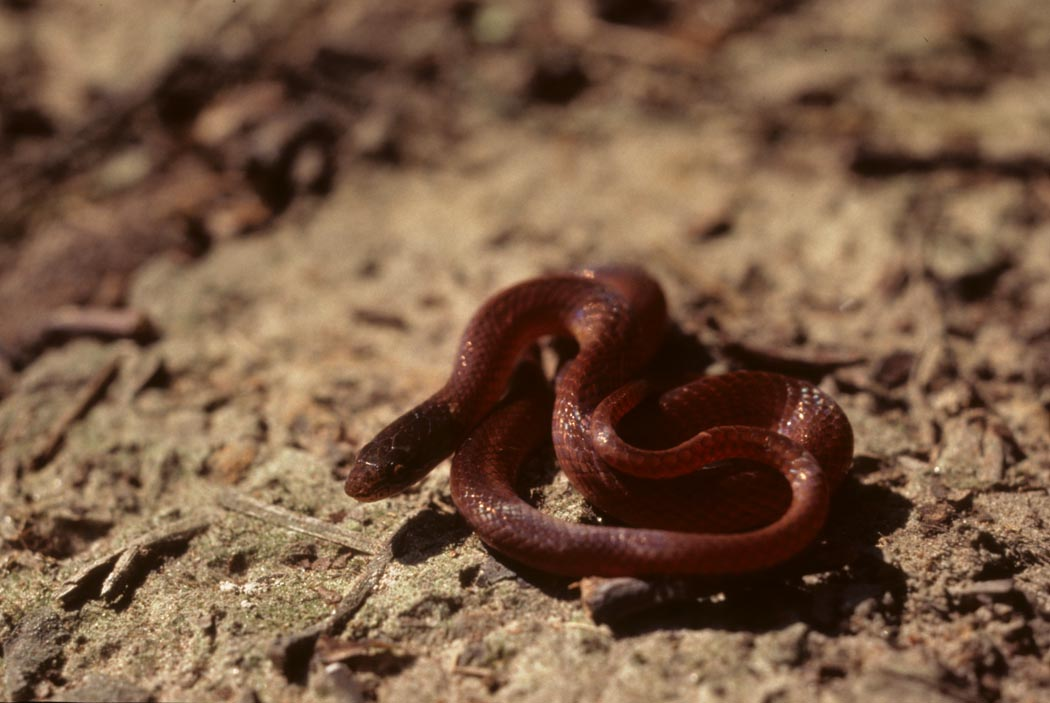
Rhadinaea flavilata

  - Antigua-Schlanknatter (Alsophis antiguae)
  - † Alsophis melanichnus
  - Alsophis rufiventris
- Amnesteophis Myers, 2011
- Apostolepis Cope, 1861
- Arrhyton Günther, 1858
- Borikenophis Hedges & Vidal, 2009
  - Puerto-Rico-Schlanknatter (Borikenophis portoricensis)
- Caaeteboia Zaher, Grazziotin, Cadle, Murphy, de Moura-Leite & Bonatto, 2009
- Calamodontophis Amaral, 1963
- Caraiba Zaher, Grazziotin, Cadle, Murphy, de Moura-Leite & Bonatto, 2009
- Wurmnattern (Carphophis) Gervais, 1843
- Cercophis Fitzinger, 1843
- Conophis Peters, 1860
- Contia Girard, 1853
- Crisantophis Villa, 1971
- Cubophis Hedges & Vidal, 2009
- Ringhalsnattern (Diadophis) Girard, 1853
  - Halsbandnatter (Diadophis punctatus)
- Diaphorolepis Jan, 1863
- Ditaxodon Hoge, 1958
- Echinanthera Cope, 1894
- Elapomorphus Wiegmann, 1843
- Emmochliophis Fritts & Smith, 1969
- Enuliophis McCran & Villa, 1993
- Enulius Cope, 1871
- Erythrolamprus Wagler, 1830
- Farancia Gray, 1842
  - Regenbogen-Schlammnatter (Farancia erytrogramma)
- Gomesophis Hoge and Mertens, 1959
- Haitiophis Hedges & Vidal, 2009
- Helicops Wagler, 1828
- Heterodon Latreille, 1801
  - Westliche Hakennasennatter (Heterodon nasicus)
- Hydrodynastes Fitzinger, 1843
- Hydromorphus Peters 1859
- Hydrops Wagler, 1830
- Hypsirhynchus Günther, 1858
  - Jamaika-Schlanknatter (Hypsirhynchus ater)
- Ialtris Cope, 1862
  - Ialtris haetianus
- Lioheterophis
- Liophis Wagler, 1830
- Lygophis Fitzinger, 1843
- Magliophis Zaher, Grazziotin, Cadle, Murphy, de Moura-Leite & Bonatto, 2009
- Manolepis Cope, 1885
- Nothopsis Cope 1871
- Omoadiphas Koehler, Wilson & McCranie, 2001
- Phalotris Cope, 1862
- Philodryas Wagler, 1830
- Pseudablabes Boulenger, 1896
- Pseudalsophis Zaher, Grazziotin, Cadle, Murphy, de Moura-Leite & Bonatto, 2009
- Pseudoeryx Fitzinger, 1826
- Pseudotomodon Koslowski, 1896
- Psomophis Myers & Cadle, 1994
- Ptychophis Gomes, 1915
- Rhadinella Smith, 1941
- Saphenophis Myers, 1973
- Sordellina Procter, 1923
- Synophis Peracca 1896
- Tachymenis Wiegmann, 1834
- Taeniophallus Cope, 1895
- Thalesius Yuki, 1993
- Thamnodynastes Wagler, 1830
- Tomodon Duméril, 1853
- Tropidodryas Fitzinger, 1843
- Umbrivaga Roze, 1964
- Uromacer Duméril, Bibron & Duméril, 1854
- Uromacerina Amaral, 1929
- Xenodon Boie, 1826
- Xenopholis Peters, 1869
- Xenoxybelis Machado, 1993

Tribus Pseudoboini:
- Boiruna Zaher, 1996
- Clelia Fitzinger, 1826
- Drepanoides Dunn, 1928
- Mussurana Zaher, Grazziotin, Cadle, Murphy, de Moura-Leite & Bonatto, 2009
- Oxyrhopus Wagler, 1830
- Phimophis Cope, 1860
- Pseudoboa Schneider, 1801
- Rhachidelus Boulenger, 1908
- Siphlophis Fitzinger, 1843

Tribus Dipsadini (Südamerikanische Schneckennattern):
- Adelphicos Jan, 1862
- Amastridium Cope, 1861
- Atractus Wagler, 1828
- Chersodromus Reinhardt, 1860
- Coniophanes Hallowell, 1860
- Cryophis Bogert & Duellman, 1963

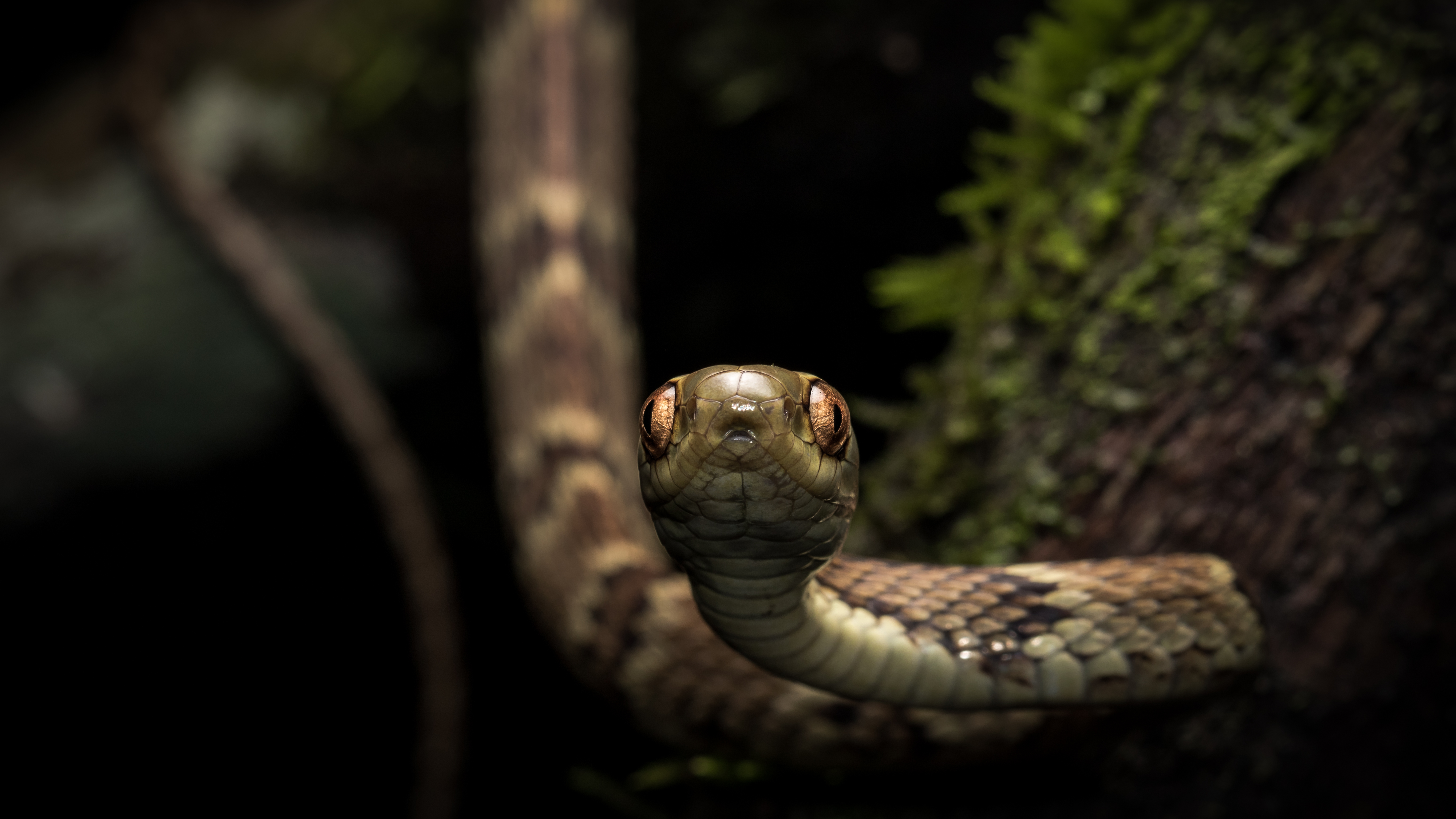
Dipsas albifrons im Parque Estadual Serra do Mar in São Paulo, Brasilien

- Dickkopfnattern (Dipsas) Laurenti, 1768
  - Dipsas albifrons (Sauvage, 1884)
- Geophis Wagler, 1830
- Nachtschlangen (Hypsiglena) Cope, 1860
- Riesennattern (Imantodes) Dumeril, 1853
- Katzenaugennattern (Leptodeira) Fitzinger, 1843
- Kaffeeschlangen (Ninia) Girard, 1853
- Plesiodipsas Harvey, Fuenmayor, Portilla & Rueda-Almonacid, 2008
- Pseudoleptodeira Taylor, 1938
- Rhadinaea Cope, 1863
- Rhadinophanes Myers & Campbell, 1981
- Sibon Fitzinger, 1826
- Sibynomorphus Fitzinger, 1843
- Tantalophis Duellman, 1958
- Tretanorhinus Dumeril, Bibron & Dumeril, 1854
- Trimetopon Cope, 1885
- Tropidodipsas Gunther, 1858
- Urotheca Bibron, 1843

Insgesamt gehören über 700 Arten zu den Dipsadinae.